# Léo
Léo – miasto w Burkinie Faso, w prowincji Sissili. Według danych szacunkowych na rok 2013 liczy 33 714 mieszkańców.